# Bassozetus oncerocephalus
Bassozetus oncerocephalus es una especie de pez del género Bassozetus, familia Ophidiidae. Fue descrita científicamente por Vaillant en 1888.
Se distribuye por el Atlántico Centro-Oriental: frente a Cabo Verde. La longitud estándar (SL) es de 22,1 centímetros. Especie batidemersal que puede alcanzar los 3200 metros de profundidad.
Está clasificada como una especie marina inofensiva para el ser humano.